# Kobieta Współczesna
Kobieta Współczesna – czasopismo społeczno-polityczne przeznaczone dla kobiecej inteligencji ukazujące się w II Rzeczypospolitej. Tygodnik w języku polskim wydawany w Warszawie w latach 1927–1934.
Redaktorką naczelną „Kobiety Współczesnej” była Wanda Pełczyńska. Było to pismo promujące równouprawnienie kobiet i ich dokonania w życiu społecznym, politycznym, naukowym i artystycznym. W 1931 roku ukazał się w nim artykuł Do czego dążymy, program ideowy kobiety nowoczesnej autorstwa Teodory Męczkowskiej. W redakcji „Kobiety Współczesnej” mieściła się siedziba Zarządu Głównego Polskiego Stowarzyszenia Kobiet z Wyższym Wykształceniem. Było to jedno z nielicznych czasopism, które zdecydowało się na zainicjowanie na swoich łamach debaty na temat świadomego macierzyństwa, oddając głos kobietom i organizacjom kobiecym (feministycznym i konserwatywnym).